# Lenguas del bajo Mamberamo
Las lenguas del bajo Mamberamo son una pequeña familia lingüística de lenguas papúes, recientemente propuesta, hablada sobre la costa norte de la provincia de Papúa cerca de la desembocadura del río Mamberamo.

## Clasificación
Como grupo filogenético las lenguas del bajo Mamberamo están formadas por solo dos lenguas, el warembori y el yoke, que habían sido consideradas como lenguas aisladas en la clasificación de Stephen Wurm (1975). Donohue (1998) mostró que ambas lenguas estaban relacionadas y compartían varias irregularidades morfológicas (heredadas de la proto-lengua común). Ross (2007) clasificó el warembori como una lengua austronesia sobre la base de algunos pronombres personales, pero Donahue argumentó que esas formas son en realidad préstamos lingüísticos, pero que las formas más resistentes al préstamo lingüístico, los pronombres 'yo' y 'tú', no muestran ninguna similitud con el austronesio o alguna otra familia lingüística. Algunos prefijos de las lenguas del bajo Mamberamo muestran similitudes superficiales con los de las lenguas kwerba, aunque no parecen tener ningún parentesco con ellas.
Donohue argumenta que las lenguas del bajo Mamberamo forman una familia independiente, aunque tal vez pudieran estar relacionadas con algún otro grupo papú, pero han sufrido una relexificación muy intensa por la influencia de lenguas austronesias que hacen difícil reconocer ese parentesco. La influencia es especialmente fuerte en el warembori.